# Sailerana solitaris
Sailerana solitaris är en insektsart som beskrevs av Victor Antoine Signoret 1853. Sailerana solitaris ingår i släktet Sailerana och familjen dvärgstritar. Inga underarter finns listade i Catalogue of Life.